# Parco archeologico comunale di Seradina-Bedolina
Il parco archeologico comunale di Seradina-Bedolina si trova a Capo di Ponte, in Val Camonica, provincia di Brescia.

## Aspetto
Bedolina appartiene alla municipalità di Capo di Ponte, vicino alla frazione di Pescarzo. L'area giace su una terrazza prominente sul pendio destro della Val Camonica, a un'altitudine di 530 metri sul livello del mare. Il parco si trova sul versante idrografico destro del fiume Oglio, raccoglie al proprio interno rocce incise principalmente a cavallo dell'età del bronzo e dell’età del ferro. Inoltre l'area rappresenta una nicchia naturalistica, con un micro-ecosistema che è habitat di particolari specie vegetali quali l'Opuntia compressa.

## Storia
Il parco è stato aperto nel 2005, in concomitanza con il cinquantesimo anniversario dalla fondazione del Parco nazionale delle incisioni rupestri di Naquane. Insieme a quest'ultimo, fa parte del complesso delle incisioni rupestri della Val Camonica che dal 1979 sono state riconosciute patrimonio dell'umanità dall'UNESCO.

## Percorsi
Il parco presenta cinque percorsi distinti allestiti con pannelli illustrativi per i visitatori:
- Bedolina (percorso azzurro)
- Seradina I - Ronco Felappi (percorso verde)
- Seradina I - Corno (percorso rosso)
- Seradina II (percorso arancione)
- Seradina III (percorso marrone)

Di primaria importanza si segnala la roccia n. 1, nota come la Mappa di Bedolina.

### Mappa di Bedolina

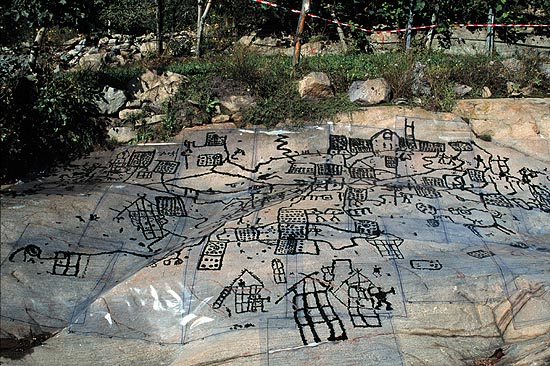
Bedolina, Roccia n. 1

La roccia 1 di Bedolina, denominata Mappa di Bedolina, è nota per essere una delle più antiche mappe topografiche, interpretata come la rappresentazione di zone coltivate, sentieri di montagna e villaggi. La roccia è una superficie piana di arenaria del Permiano (Verrucano di Lombardia) levigato da un ghiacciaio del Pleistocene. È lunga 9 metri e larga 4 metri. Su di essa è stato inciso un totale di 109 figure tra la fine dell'età del bronzo e l'età del ferro, soprattutto i cosiddetti "pattern topografici" (quadrati punteggiati e sentieri a zig-zag), guerrieri, animali, capanne di legno, motivi a coppella e una Rosa Camuna. La roccia è stata completamente registrata e studiata da Miguel Beltrán Llorís (Beltrán Llorís, 1972) e più recentemente da Cristina Turconi, per l'Università di Milano. Secondo i più recenti studi e l'esame ravvicinato di figure e sovrapposizioni, i più notevoli pattern incisi della Mappa di Bedolina appartengono all'età del ferro, in particolare i secoli centrali del primo millennio a.C. (tra il VI e il IV secolo a.C.).